# 法罗群岛地区

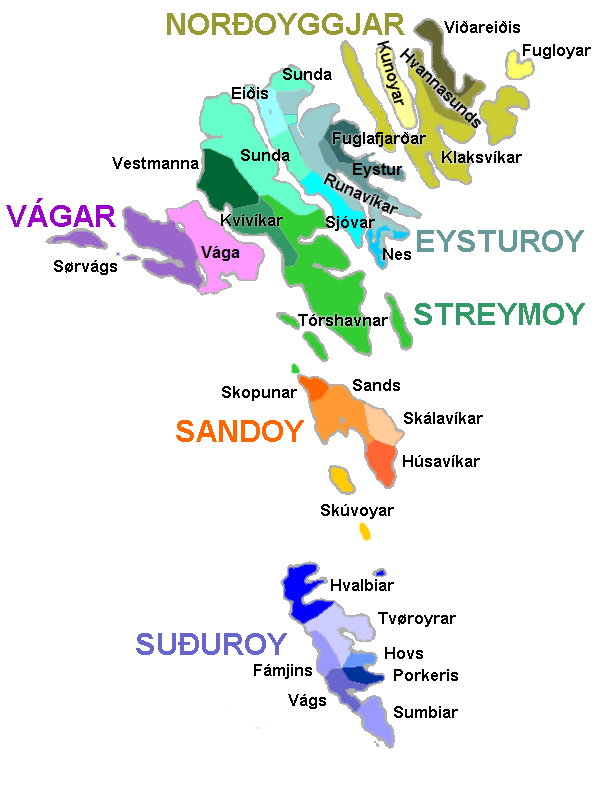
法罗群岛地区及市镇区划地图

法罗群岛在行政上直接划分为29个市镇。在传统上，法罗群岛划分为6个地区。每一个地区设有一个治安官（sýslumaður）。
地区的划分跟市镇不同。市镇可以从居民中征税，而地区则不能。地区主要用于教会来登记出生、死亡、婚姻、离婚、命名等事务，但从牧师和市镇那里收集这些信息的中央行政部门则设在首府托尔斯港。
地区的功能也用于領航鯨的捕猎。地区治安官决定可否捕猎一群鲸鱼，渔船必须从治安官那里得到许可后方可猎杀鲸鱼。在某些地区，治安官还决定哪些村庄能分到鲸肉和鲸油。尤其是在苏德岛区，如果来自岛屿南部的居民参加了捕鲸活动，他们不能确定是否能分到鲸肉。如果治安官觉得没有足够的鲸鱼来分给整个岛屿的居民，他可以决定鲸肉只分给岛屿北部，或某些指定的村庄，或有老人的家庭。

## 地区列表
- 东岛区：东岛
- 北部群岛区：博罗伊岛、富格尔岛、卡尔斯岛、昆岛、斯温岛、维德岛
- 桑岛区：桑岛、斯库岛、大迪门岛
- 斯特勒姆岛区：斯特勒姆岛、海斯特岛、科尔特岛、诺尔岛
- 苏德岛区：苏德岛、小迪门岛
- 沃格岛区：沃格岛、米基内斯岛